# نواحی (روستا)
نواحی (به ترکی آذربایجانی: Nəvahı) یک منطقهٔ مسکونی در جمهوری آذربایجان است که در شهرستان حاجی‌قبول واقع شده‌است. نواحی ۳٬۳۵۴ نفر جمعیت دارد.